# AllMovie
AllMovie (nekoč All Movie Guide) je spletna zbirka podatkov o filmih, televizijskih programih in igralcih, ki trenutno deluje pod okriljem ameriške marketinške korporacije Netaktion LLC. Poleg različnih metapodatkov o filmih (leto izida, studio, sodelavci idr.) vsebuje recenzije, tematske eseje in druge vsebine.
V prvotni obliki je delo ameriškega programerja in zbiratelja Michaela Erlewinea, ki je leta 1991 zagnal sorodno spletišče All Music Guide (zdaj AllMusic) za zbiranje podatkov o glasbi. Pristop se je izkazal za komercialno uspešnega in leta 1994 je začel izdajati All Movie Guide, kasneje pa še All Games Guide o videoigrah. Skupno podjetje, medtem preimenovano v All Media Guide, je kmalu postalo eno glavnih na trgu zbirk metapodatkov o medijih. Konec leta 2007 ga je prevzela korporacija Macrovision, ki je s tem razširila dejavnost upravljanja pravic digitalnih vsebin s storitvijo ponujanja sorodnih vsebin v predvajalnikih. Kasneje je lastništvo prehajalo med različnimi korporacijami z združitvami in odkupi.